# Cantori di Santomio
Il coro polifonico I Cantori di Santomio, con sede a Malo (VI), fu fondato nel 1967 dal Maestro Piergiorgio Righele; è attualmente diretto dal Maestro Nicola Sella.

## Repertorio
Il repertorio del coro abbraccia tutti gli aspetti della letteratura corale, dal Canto gregoriano, al Madrigale, dalla Polifonia sacra del XIV e del XV secolo, al Lied e alla Chanson, fino alle composizioni contemporanee.

## Storia
Il coro è da sempre impegnato, sia in Italia sia all'estero, in un'intensa attività concertistica, anche in collaborazione con i più importanti solisti vocali, orchestre e gruppi strumentali storici, per l'esecuzione di oratori e di cantate del periodo barocco, da Monteverdi a Pergolesi, a J. S. Bach; nel 1994 partecipa a Vaison-la-Romaine (F) alla Rassegna di Cori vincitori di Concorsi Internazionali; nel 1995 partecipa a Rottenburg am Neckar (D), unico coro italiano invitato, alla Prima Rassegna Internazionale di Musica Sacra. Dal 1997, a seguito della prematura scomparsa del Maestro Piergiorgio Righele, subentra alla direzione artistica il Maestro Nicola Sella. Il coro è ospite fisso (dal 1998) della Rassegna Musica e Spiritualità, che si svolge nelle più importanti chiese di Venezia è stato inoltre ospite alla Rassegna Internazionale di Canto Corale di Mel nel 2004. Nel cinquantennale di fondazione il coro ha commissionato hi più rappresentativi compositori italiani un brano da eseguire in prima assoluta al teatro olimpico di Vicenza, tra questi, Mario Lanaro, Manolo Da Rold, Pierdamiano Peretti.

## Albo D'Oro
- 1981 Concorso Internazionale di Arezzo:  2º premio cat. Canto Gregoriano
- 1984 Rassegna Internazionale di Montreux (CH): 2º classificato
- 1984 Concorso Nazionale di Arezzo: 1º premio cat. Cori maschili; 2º premio cat. Cori misti
- 1985 Concorso Internazionale di Arezzo: 1º premio cat Canto Gregoriano; 2º premio cat. Voci pari - maschili
- 1986 Concorso Internazionale di Gorizia: Premio speciale per l'ottenimento del maggior punteggio
- 1986 Concorso Nazionale di Vittorio Veneto: 1º premio cat Cori misti; 1º premio cat. Voci pari - maschili; 1º premio cat. Voci pari - femminili
- 1987 Concorso Internazionale di Arezzo: 2º premio cat. Gruppi Madrigalistici; 2º premio cat. Cori misti; 2º premio cat. Voci pari - femminili
- 1988 Concorso Internazionale di Tours (F): 1º premio al Coro Misto
- 1989 Concorso Internazionale di Verona: 1º premio al Coro Misto
- 1990 Concorso Internazionale di Cork (Irlanda): 3º premio al Coro Misto
- 1991 Concorso Internazionale di Arezzo: 1º premio cat. Canto Gregoriano
- 1993 Concorso Nazionale di Palazzo Pignano: 1º premio in Canto Gregoriano; 1º premio al Coro Misto
- 1993 Concorso Internazionale di Arezzo: 1º premio cat. Canto Gregoriano; 2º premio cat. Gruppi Madrigalistici; 2º premio cat Cori misti
- 1997 Concorso Internazionale di Arezzo:  2º premio cat. Canto Gregoriano; 2º premio cat Cori misti
- 2000 Concorso Nazionale di Palazzo Pignano: 1º premio al Coro misto
- 2001 Concorso Nazionale di Vittorio Veneto: 1º premio cat. Polifonia - Cori a voci miste
- 2001 Concorso Nazionale di Arezzo: 1º premio assoluto
- 2004 Concorso Nazionale Zagarolo (Roma): 1º premio assoluto e Premio speciale per la migliore esecuzione di un brano di G.P. da Palestrina

## Discografia
- Via crucis - Harmonies poétiques et religieuses (Franz Liszt) -  CD - Velut Luna (IV - 2004) -  CVLD 103

| Controllo di autorità | VIAF (EN) 159624727 · ISNI (EN) 0000 0001 2196 1343 · LCCN (EN) n98067752 |